# Exacum decapterum
Exacum decapterum är en gentianaväxtart som beskrevs av J. Klackenberg. Exacum decapterum ingår i släktet Exacum och familjen gentianaväxter. Inga underarter finns listade i Catalogue of Life.